# سنگ‌نوشته کرتیر در سرمشهد

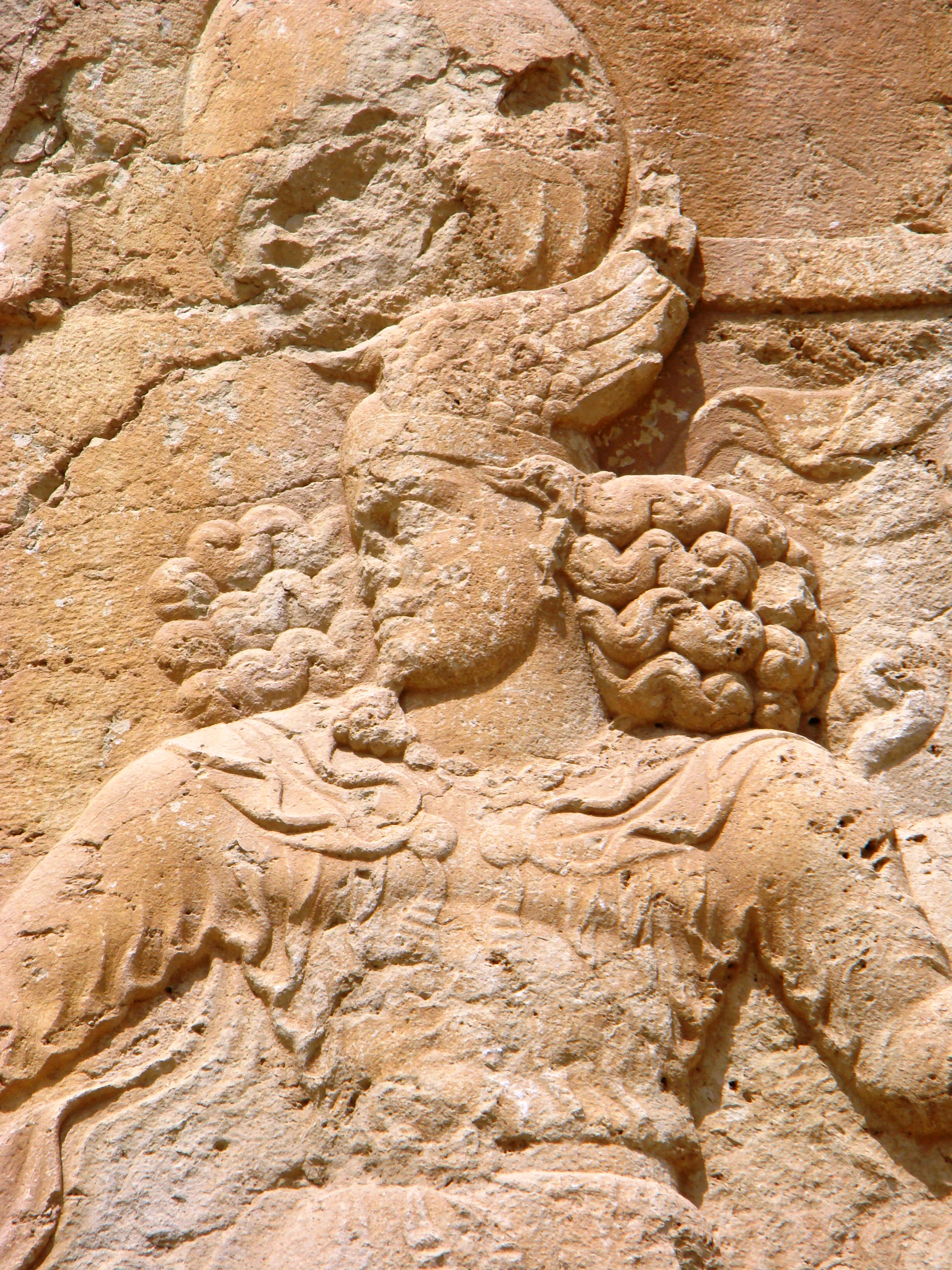
نقش بهرام دوم، شاهنشاه ساسانی (۲۷۴-۲۹۳ م) در سرمشهد

کتیبهٔ کردیر یا کرتیر در سرمشهد (پَنْدْگان) در بالای نقش برجسته سرمشهد مربوط به دوره ساسانی است و مجاور روستای سرمشهد در بخش جره و بالاده فارس واقع شده است. این اثر در تاریخ ۲۰ بهمن ۱۳۱۸ با شمارهٔ ثبت ۳۳۶ به‌عنوان یکی از آثار ملی ایران به ثبت رسیده است. این کتیبه بزرگترین کتیبه پهلوی در جهان است. غندجان یا خندجان نام شهر باستانی این منطقه بوده که هم اکنون ویرانه های آن در نزدیکی روستای سرمشهد به جای مانده است.
این اثر در ۳۶ کیلومتری جره در بخش جره و بالاده و حدود ۱۰۰ کیلومتری جنوب غرب شیراز واقع است.
کتیبهٔ کرتیر در بالای نقشی از صحنهٔ شیرکشی بهرام دوم ساسانی که این موبد نیز در آن دیده می‌شود، نگاشته شده و دسترسی بدان دشوار است. این کتیبه ۵۸ سطر است و از نظر مضمون به دو بخش تقسیم می‌شود. بخش نخست از سطرهای ۱ تا ۲۵ مشتمل بر این مطالب است: معرفی کرتیر و عناوین و القاب او در زمان شاپور یکم تا بهرام دوم فهرستی از ایالات ایران که کلمات آن در این کتیبه دچار آسیب شده و در کتیبهٔ کرتیر در کعبه زرتشت نیز ذکر شده است؛ و نیز ایالاتی که جزو ایران نبوده و در زمان شاپور یکم به تصرف ایران درآمده‌است. فعالیت‌های کرتیر مانند مبارزهٔ او با ادیان دیگر و کوشش‌های او در استقرار دین زرتشتی در سراسر قلمرو ساسانی کمک‌هایی که به روحانیان زرتشتی کرده و آتشکده‌هایی که برپاداشته و مراسم دینی‌ای که در این آتشکده‌ها انجام داده‌است. بخش نخست این کتیبه از نظر مضمون با بخش اول کتیبهٔ او در نقش رستم و کتیبهٔ او در کعبه زرتشت همسان است. بخش دوم کتیبه، سطرهای ۲۶ تا ۵۸ دربارهٔ معراج اوست.
در آغاز این بخش از کتیبه به روایت اول شخص آمده‌است که چون کرتیر از آغاز کار نسبت به ایزدان و خداوندگاران مطیع و نیکخواه بوده‌است، خداوندگاران و ایزدان او را محترم و شریف داشته‌اند و او در زندگانی به مقام برجسته در کشور رسیده است. آنگاه از ایزدان خواسته است که همان‌گونه که در زندگانی چنین مقامی را بدو ارزانی داشته‌اند، در صورت امکان جهان دیگر را نیز بدو بنمایاند که بداند کارهای نیک این جهان و نیکوکاری و بدکاری در جهان دیگر چگونه است تا در امور مربوط به جهان دیگر بااعتمادتر و بهتر از دیگران شود. همچنین از ایزدان درخواست می‌کند راه شناختن بهشت و دوزخ را بدو بنمایانند و بدو نموده شود که پس از مرگ آیا رستگار است و دین وی را به بهشت می‌برد یا اینکه گناهکار است و دین او را به دوزخ رهنمون می‌شود.
پس از آن دعایی آیینی را که ظاهراً وسیله‌ای برای رفتن او به عالم خلسه و رسیدن به کشف و شهود است می‌خواند و بدین گونه به عالم دیگر می‌رود. حوادث بعدی از زبان اشخاص دیگر که ظاهراً راویان داستان هستند و گویی کرتیر را همراهی می‌کرده‌اند، نقل می‌شود. به روایت اینان کرتیر شهریاری را می‌بیند که بر اسب نجیبی سوار است و در دست درفشی دارد. (احتمالاً منظور از شهریار فروهر یا خود آسمانی کرتیر یا ایزد بهرام است) بعد شخصی که همزاد یا هم‌شکل کرتیر نامیده شده، همچون شهریاری که بر تختی نشسته، ظاهر می‌شود. سپس زنی از جانب مشرق متجلی می‌گردد و کرتیر می‌گوید که زنی شریف‌زاده‌تر از او ندیده‌است. این زن که تجلی دین است به هم‌شکل کرتیر خوشامد می‌گوید و هر دو باهم رهسپار راه نور می‌شوند. در این راه به شهریار دیگری برمی‌خورند که ترازویی در دست دارد و همان ایزد رشن است که در منابع پهلوی، زرتشتی وظیفهٔ سنجش اعمال مردمان پس از مرگ برعهدهٔ اوست. دین و هم‌شکل کرتیر در برابر این شهریار می‌ایستند و سپس دست در دست یکدیگر به سوی مشرق به راه خویش ادامه می‌دهند. سپس در آن جادهٔ نور به نزد شهریار دیگری می‌رسند که به گفتهٔ راویان معراج از شهریاران دیگر والامرتبه‌تر است و شاید یکی دیگر از ایزدانی باشد (احتمالاً مهر یا سروش که روان را در جهان دیگر همراهی می‌کنند) در اینجا چاه دوزخ را می‌بینند و می‌خواهند که به راه خود ادامه دهند اما به آنان گفته می‌شود که چاره‌ای نیست جز اینکه از پلی که بر روی آن چاه است (پل چینود) و بیشتر به تیغی می‌ماند، بگذرند. دین و هم‌شکل کرتیر به سوی پل روانه می‌شوند و آن پل برای آنها پهن‌تر می‌شود و در اینجا شهریار دیگری را می‌بیند که از آن سوی پل به پیش می‌آید. کرتیر پس از عبور از پل و رسیدن به آن دو دست دین و هم‌شکل خود را می‌گیرد و از روی پل به پیش می‌رود در حالی که هم‌شکل او در پیش و دین در پس او حرکت می‌کند. (این شهریار احتمالاً ایزد سروش است که بنا به روایت مینوی خرد روان را در گذشتن از پل همراهی می‌کند)
پس از عبور از پل در حالی که آن شهریار در پیش در حرکت‌است و به دنبال او و هم‌شکل کرتیر و بعد دین می‌آیند، به ایوانی داخل می‌شوند. در برابر آن ایوان تختی است. کرتیر و در پیشاپیش او دین به بالا می‌روند و در غرفهٔ خاصی می‌نشینند. آنگاه هم شکل کرتیر نان و مِی برمی‌گیرد. در متن سخن از کاخ‌های مختلف است و سفر آسمانی در سه یا چهار مرحله (مطابق با طبقات آسمان) انجام می‌گیرد و در هر طبقه کاخ خاصی است. سرانجام همه به حضور اورمزد می‌رسند و ظاهراً اورمزد با انگشت هم شکل کرتیر را نشان می‌دهد و به نشانهٔ رضایت لبخند می‌زند. از حوادث بعدی اطلاعی نداریم زیرا متن کتیبه بر اثر گذشت زمان محو شده‌است.
کتیبهٔ کرتیر در سرمشهد از سطر ۵۲ به بعد با مؤخره‌ای پایان می‌پذیرد که در آن کرتیر همان گونه که در کتیبه‌اش در نقش رجب خواست خود را از ایزدان در مورد نشان دادن امور آن جهانی به وی تکرار می‌کند و از خواننده می‌خواهد که نسبت به ایزدان و خداوندگاران راد و راست باشد و به وجود بهشت و دوزخ یقین داشته باشد و سرانجام به فعالیت‌های دینی خود اشاره می‌کند و القاب و عناوین خود را در زمان شاهان مختلف می‌آورد.